# La Bibliothèque, la nuit
La Bibliothèque, la nuit est un essai d'Alberto Manguel paru aux éditions Actes Sud en 2006. D'abord publié en anglais sous le titre The Library at Night, l’ouvrage est traduit en français la même année par Christine Le Bœuf.
Alberto Manguel vit dans la région du Poitou en France où il installe sa bibliothèque personnelle qui compte plus de 30 000 ouvrages. La création de cette bibliothèque est le point de départ de la réflexion de l'auteur qui aboutit à l'écriture de cet essai.

## Éditions et traductions
- (en) The library at night, Yale University Press, 2006 (ISBN 9780300139143 et 0300139144)
- La bibliothèque, la nuit  (trad. Christine Le Bœuf), Arles, Actes Sud, 2006 (ISBN 2-7427-6316-3, lire en ligne )
- (de) Die Bibliothek bei Nacht, Frankfurt, S. Fischer, 2007, 400 p. (ISBN 9783100487506 et 3100487508)
- (tr) Geceleyin kütüphane (trad. Dilek Şendil), Geceleyin kütüphane, İstanbul, Yapı Kredi Yayınları, 2008, 295 p. (ISBN 9789750814778 et 9750814770)
- (it) La biblioteca di notte  (trad. Giovanna Baglieri), Milano et stampa, Archinto, 2008, 310 p. (ISBN 9788877684967 et 8877684968)
- (sv) Biblioteket om natten  (trad. Linn Øverås), Oslo, Aschehoug, 2009, 302 p. (ISBN 9788203211423 et 8203211429)
- (cs) Knjižnica ponoči  (trad. Nada Grošelj), Ljubljana, Cankarjeva založba, 2011, 255 p. (ISBN 9789612318055 et 9612318050)
- (ro) Biblioteca nopţii  (trad. Anca Stoiculescu), Bucureşti, Nemira, 2011, 319 p. (ISBN 9786065791213 et 6065791210)
- (es) La biblioteca de noche  (trad. Carmen Criado), Madrid, Alianza Editorial, 2022, 394 p. (ISBN 9788413627489 et 8413627486)

## Analyse

### Structure du livre
Alberto Manguel fait part de ses questionnements et réflexions à travers quinze chapitres qui définissent selon lui une bibliothèque : « Un mythe », « Un ordre », « Un espace », « Un pouvoir », « Une ombre », « Une forme », « Un hasard », « Un cabinet de travail », « Une île », « Une identité » et « Une demeure ».

### Quatrième de couverture
« Qu’elle soit constituée de quelques livres ou de volumes par milliers, qu’elle obéisse à une classification rigoureuse ou aléatoire, qu’elle soit « de Montaigne » ou d’Alexandrie, qu’on veuille la détruire (comme si près de nous à Sarajevo, à Kaboul, à Bagdad) ou l’ériger, qu’elle soit mentale, comme chez Jorge Luis Borges, ou institutionnalisée – avec heures d’ouvertures et réglementations –, qu’elle ait pour résidence de vastes bâtiments aux allures de nefs ou de temples ou qu’elle joue les passagères clandestines dans des cartons, entre deux déménagements, que les livres qui la composent soient alignés sur des étagères de bois blanc ou d’acajou massif, qu’est-ce qu’une bibliothèque, sinon l’éternelle compagne de tout lecteur – son rêve le plus cher ? »

## Postérité

### L'expositionLa bibliothèque, la nuit
À l’occasion du dixième anniversaire de la Grande bibliothèque de Montréal, Nicole Vallières, directrice du programme culturel de Bibliothèque et Archives nationales du Québec, et ses collègues proposent à Alberto Manguel la création d’une exposition autour de son essai La bibliothèque, la nuit,. S’il accepte cette invitation, l’écrivain suggère une collaboration avec Robert Lepage, metteur en scène et artiste multidisciplinaire québécois.
Le 27 octobre 2015, l’exposition La bibliothèque, la nuit, une création de Robert Lepage et la compagnie Ex Machina en collaboration avec Alberto Manguel, voit le jour. Cette exposition offre au public une visite virtuelle immersive de dix bibliothèques à travers le monde et les époques. Alliant les codes du théâtre et ceux des technologies liées à la réalité virtuelle, l’exposition propose une découverte de ces lieux culturels par le biais de leur architecture, de leur philosophie et de l’imaginaire qu’ils convoquent.
Présentée jusqu’à la fin août 2016 à Montréal, l’exposition connaît un vif succès. En 2016, BAnQ et Ex Machina reçoivent d’ailleurs le Prix Audiovisuel et multimédia Télé-Québec en raison de leur contribution au rayonnement de la culture et du savoir. Depuis, La bibliothèque, la nuit a été reprise au musée de la Civilisation de Québec en 2016-2017, en plus de voyager en France, en Russie et au Brésil.

#### Dix bibliothèques étonnantes
Au départ du processus de sélection, 58 bibliothèques ont retenu l’attention de Manguel. Cette sélection a ensuite été présentée à Lepage et à son équipe. De ce nombre, les dix bibliothèques suivantes ont été retenues,,, :
- La bibliothèque d’Alexandrie (Alexandrie, Égypte) ;
- La bibliothèque du Nautilus (d’après Vingt mille lieues sous les mers de Jules Verne) ;
- La bibliothèque Saint-Geneviève (Paris, France) ;
- La bibliothèque Vasconcelos (Mexico, Mexique) ;
- La bibliothèque du Parlement (Ottawa, Canada) ;
- La bibliothèque nationale et universitaire de Sarajevo (Sarajevo, Bosnie) ;
- La bibliothèque de l’abbaye d’Admont (Admont, Autriche) ;
- La bibliothèque universitaire de Copenhague (Copenhague, Danemark) ;
- La bibliothèque du Congrès (Washington DC, États-Unis) ;
- La bibliothèque du temple Hase-dera (Kamakura, Japon) ;

En choisissant ces bibliothèques, les créateurs ont la volonté de créer un ensemble représentatif de l’univers des bibliothèques et de ses possibles. La bibliothèque fictive du capitaine Nemo côtoie ainsi, par exemple, la bibliothèque nationale et universitaire de Sarajevo qui a été incendiée volontairement par les nationalistes serbes dans la nuit du 25 au 26 août 1992.
Au terme de cette expérience, le public est amené à se questionner sur les possibilités qu'offrent les bibliothèques de même que sur leur rôle et leur importance dans la société.

### Prolongement de l'œuvre
À la suite d'un nouveau déménagement de sa bibliothèque à New-York puis à Buenos Aires, Manguel rédige un nouvel essai intitulé Je remballe ma bibliothèque : une élégie et quelques digressions, paru chez Actes Sud en 2018.